# Speirantha
Speirantha is een geslacht uit de aspergefamilie. Het telt één soort: Speirantha gardenii. Deze komt voor in China. 